# 2793 Valdaj
2793 Valdaj è un asteroide della fascia principale del diametro medio di circa 27,73 km. Scoperto nel 1977, presenta un'orbita caratterizzata da un semiasse maggiore pari a 3,1641912 UA e da un'eccentricità di 0,0356205, inclinata di 22,15030° rispetto all'eclittica.